# Yang Zhenzong
Yang Zhenzong (* 1968 in Shanghai) ist ein chinesischer Videokünstler und Fotograf. International bekannt wurde er unter anderem durch seine Videoserie Light as Fuck, die die Schnelllebigkeit der Stadtentwicklung Shanghais humorig auf die Spitze nimmt.

## Monographien
- Ed. Per Bjarne Boym, Gu Zhenqing, LIGHT AS FUCK! Shanghai Assemblage 2000-2004, The National Museum of Art, Norway, 2004 (ISBN 82-91727-17-1)